# شرط‌بندی پاسکال

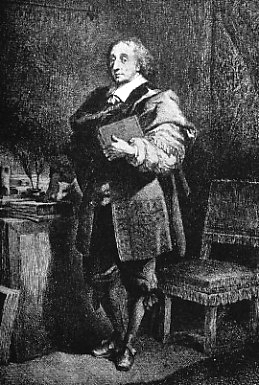
بلز پاسکال

شرط‌بندی پاسکال، که نخستین صورت رسمی و سازمان یافته آن توسط بِلِز پاسکال، ریاضی‌دان، فیزیک‌دان و فیلسوف فرانسوی ارائه شد؛ بیان می‌کند که هرچند وجود خدا اثبات‌نشده باشد، برای رسیدن به نتیجه‌های دلخواه‌تر، عاقلانه‌تر  باید به وجود خدا اعتقاد داشته باشیم.
مقصود پاسکال از این برهان، این نیست که وجود خداوند را آشکار سازد، بلکه او در صدد است نشان دهد که صلاح شرط‌بند عاقل در این است که بر سر وجود خدا شرط ببندد.
شرط‌بندی پاسکال از موضع ندانم گرایی بحث می‌کند، یعنی از موضع کسانی که نسبت به وجود خدا اطمینان ندارند. این برهان قصد دارد این افراد را قانع سازد که بهترین تصمیم برای آنان، باور به وجود خداست.
شرط‌بندی پاسکال را به نام‌های دیگری نیز خوانده‌اند؛ که از جمله آن‌ها می‌توان به برهان شرط‌بندی،برهان دفع خطر احتمالی و برهان معقولیت اشاره نمود.

## یک مطالعهٔ موردی: روند تصمیم‌گیری در قماربازی با سکه
فرض کنید که در یک قماربازی با سکه شرکت کرده‌اید. در این بازی درصورتی‌که سکه رو بیاید شما f۱ دلار جایزه می‌گیرید و اگر پشت بیاید باید f۲ دلار بدهید. در صورتی‌که شانس پشت آمدن سکه با شانس رو آمدن آن برابر باشد، مقدار خالص پولی که انتظار می‌رود شما دریافت کنید، برابر خواهد بود با:

## تقریر برهان
این برهان به‌صورت زیر بیان می‌شود:
۱. خدا یا وجود دارد یا وجود ندارد. شما یا می‌توانید به وجود خدا اعتقاد داشته باشید یا اعتقاد نداشته باشید. ماتریس تصمیم‌گیری زیر برقرار است که در آن ∞ نماد بی‌نهایت و f1 و f2 و f3 عددهایی محدود هستند.
|                | خدا وجود دارد | خدا وجود ندارد |
| -------------- | ------------- | -------------- |
| خدا وجود دارد  | ∞             | f1             |
| خدا وجود ندارد | f2            | f3             |

اگر احتمال وجود داشتن خدا p باشد، احتمال وجود نداشتن او یک منهای p خواهد بود. در این صورت انتظار پاداش برای اعتقاد داشتن به وجود خدا برابر خواهد بود با:
و انتظار پاداش در حالت اعتقاد نداشتن به وجود خدا برابر خواهد بود با:
بنابراین در این ماتریس - اگر p بزرگ‌تر از صفر باشد - اعتقاد داشتن به خدا، دلخواه‌ترین نتیجه را به همراه خواهد داشت.
در ماتریس بالا فرض شده‌است که نتیجهٔ اعتقاد داشتن به خدا بی‌نهایت است (مثلاً رفتن به بهشت). به‌جای این ماتریس، ماتریس زیر نیز می‌تواند به کار رود که در آن نتیجهٔ اعتقاد نداشتن به خدا منفی بی‌نهایت (مثلاً رفتن به جهنم) فرض شده‌است.
|                           | خدا وجود دارد | خدا وجود ندارد |
| ------------------------- | ------------- | -------------- |
| اعتقاد داشتن به وجود خدا  | f2            | f1             |
| اعتقاد نداشتن به وجود خدا | ∞-            | f3             |

۲. خرد حکم می‌کند که احتمالی که شما برای وجود داشتن خدا قائلید، مقداری مثبت باشد. (p>0)
1. خرد حکم می‌کند که در میان گزاره‌هایی که درستی یا نادرستیشان مشخص نیست، آنی را بگزینیم که دلخواه‌ترین نتیجه از آن انتظار می‌رود.
2. نتیجه: خرد حکم می‌کند که شما به وجود خدا اعتقاد داشته باشید.

### به زبان ساده
اگر شما معتقد به خدا باشید و او وجود داشته باشد شما از یک پاداش جاودانه در بهشت بهره‌مند می‌شوید.
اگر شما به خدا معتقد باشید و او وجود نداشته باشد هیچ اتفاقی برای شما نمی‌افتد.
اگر شما به خدا اعتقاد نداشته باشید و او وجود نداشته باشد هیچ اتفاقی برای شما نخواهد افتاد.
اما اگر شما به خدا معتقد نباشید و او وجود داشته باشد شما در جهنم جاودانه عذاب خواهید شد.

## نقدها
این برهان با سه فرض به یک نتیجه رسیده‌است. نقد برهان برپایهٔ نقد این فرض‌ها است. نقدهای دیگر شرط‌بندی بر روی خدا را از نظر اخلاقی زیر سؤال می‌برند یا عبارت «شرط‌بندی بر روی خدا» را تعریف‌نشده و گنگ می‌دانند.

### نقد ساختاری

#### فرض ۱: ماتریس تصمیم‌گیری
در هیچ دینی اعتقاد داشتن به خدا شرط کافی برای سعادت انسان (و یا رفتن او به بهشت) نیست؛ مثلاً ماتریس تصمیم‌گیری ممکن است به‌گونهٔ زیر ارائه شود:
|                                       | مسیح پسر خدا است | خدا وجود دارد و مسیح پسر خدا نیست | خدا وجود ندارد |
| ------------------------------------- | ---------------- | --------------------------------- | -------------- |
| اعتقاد داشتن به این‌که مسیح پسر خداست  | ؟                | ∞-                                | f1             |
| اعتقاد نداشتن به این‌که مسیح پسر خداست | ∞-               | ؟                                 | f2             |

همچنین با وجود یک خدای دانا و منطقی و نه دگرآزار و شکنجه‌گر، ماتریس تصمیم‌گیری ممکن است به‌گونهٔ زیر باشد:
نقدهای دیگر به ماتریس تصمیم‌گیری آمده در برهان:
- ماتریس تصمیم‌گیری برای همهٔ انسان‌ها یکسان نیست.
- پاداش داده‌شده نمی‌تواند بی‌نهایت باشد.
- باید بی‌نهایت‌های بیش‌تری در ماتریس وجود داشته باشند.
- ماتریس باید ردیف‌های بیش‌تری داشته باشد.
- ماتریس باید ستون‌های بیش‌تری داشته باشد.

#### فرض ۲: احتمال وجود خدا
این برهان فرض را بر این گرفته‌است که باید احتمالی برای وجود خدا در نظر گرفت درصورتی‌که در نظرگرفتن احتمال برای آن ممکن است بخردانه نباشد. همچنین در صورتی‌که احتمال وجود خدا صفر در نظر گرفته شود، نتیجهٔ ۴ نادرست خواهد بود.

#### فرض ۳: گزینش گزاره‌ای که دلخواه‌ترین نتیجه از آن انتظار می‌رود
این فرض نیز توسط برخی فیلسوفان به چالش کشیده شده‌است.

### نقد مبتنی بر نقصان مفروضات در اثبات مطلوب
نقد ساختاری:
'۱.خداوند بگونه ای انسان را خلق کرده که توانایی پی بردن به وجود خدا را دارد بنا بر این فرض مذکور تنها در ثبات اعتقاد نقش ایفا می کند نه در ایجاد آن.

## برای مطالعهٔ بیشتر

### فارسی

#### تقریرهای اولیه
- حسین وحید خراسانی (۱۳۸۶)، آشنایی با اصول دین، قم: مدرسه الامام باقرالعلوم، ص. صص ۱۷ تا ۱۸، شابک ۹۷۸-۹۶۴-۲۶۹۴-۱۲-۹

#### مخالفت‌ها
- ریچارد داوکینز (۲۰۰۷ میلادی)، پندار خدا، ترجمهٔ ا. فرزام، توزیع در اینترنت، ص. صص ۸۶ تا ۸۷، شابک ۰-۶۱۸-۶۸۰۰۰-۴ تاریخ وارد شده در |سال= را بررسی کنید (کمک)
- نایجل واربرتون (۱۳۸۶)، الفبای فلسفه، ترجمهٔ مسعود علیا، تهران: انتشارات ققنوس، ص. صص ۵۴ تا ۵۷، شابک ۹۷۸-۹۶۴-۳۱۱-۵۰۳-۶
- گراهام پریست (۱۳۸۷)، منطق، ترجمهٔ بهرام اسدیان (ویراست رضا دهقان)، تهران: نشر ماهی، ص. ۱۴۳ تا ۱۵۲، شابک ۹۷۸-۹۶۴-۹۹۷۱-۷۵-۹

### انگلیسی
- al-Juwayni, Imam al-Haramayn (2000). A Guide to Conclusive Proofs for the Principles of Belief. Reading, UK: Garnet Publishing. pp. 6–7. ISBN 1 85964 157 1.
- Leslie Armour, Infini Rien: Pascal's Wager and the Human Paradox (The Journal of the History of Philosophy Monograph Series), Carbondale: Southern Illinois University Press, 1993.
- James Cargile, "Pascal's Wager," in Contemporary Perspectives on Religious Epistemology, eds. R. Douglas Geivett and Brendan Sweetman, Oxford University Press, 1992.
- Jeff Jordan, ed. Gambling on God, Lanham MD: Rowman & Littlefield, 1994. (A collection of the most recent articles on the Wager with a full bibliography.)
- Jeff Jordan, Pascal's Wager: Pragmatic Arguments and Belief in God, Oxford University Press, 2007 (No doubt not the "final word", but certainly the most thorough and definitive discussion thus far.)
- William G. Lycan and George N. Schlesinger, "You Bet Your Life: Pascal's Wager Defended," in Contemporary Perspectives on Religious Epistemology, eds. R. Douglas Geivett and Brendan Sweetman, Oxford University Press, 1992.
- Michael Martin, Atheism, Philadelphia: Temple University Press, 1990, (Pp. 229–238 presents the argument about a god who punishes believers.)
- Thomas V. Morris, "Pascalian Wagering," in Contemporary Perspectives on Religious Epistemology, eds. R. Douglas Geivett and Brendan Sweetman, Oxford University Press, 1992.
- Nicholas Rescher, Pascal’s Wager: A Study of Practical Reasoning in Philosophical Theology, University of Notre Dame Press, 1985. (The first book-length treatment of the Wager in English.)
- Jamie Whyte, Crimes against Logic, McGraw-Hill, 2004, (Section with argument about Wager)
- Elizabeth Holowecky, "Taxes and God", KPMG Press, 2008, (Phone interview)

### فارسی

#### موافقان
پژوهشکده باقرالعلوم *
- بایگانی‌شده  در ۱۸ ژوئیه ۲۰۱۰ توسط Wayback Machine

### انگلیسی

#### تقریرهای اولیه
- Pascal's Pensees Part III — "The Necessity of the Wager" The wager argument itself is found in #233 (Trotter translation) بایگانی‌شده  در ۱۴ اکتبر ۲۰۰۶ توسط Wayback Machine.

Standard references:
- Pascal's Wager in the Internet Encyclopedia of Philosophy
- Pascal's Wager in the Stanford Encyclopedia of Philosophy

#### تقریرهای بازنویسی شده
- Theistic Belief and Religious Uncertainty by Jeffrey Jordan

#### مخالفت‌ها
- The End of Pascal's Wager: Only Nontheists Go to Heaven (2002) by Richard Carrier
- The Empty Wager بایگانی‌شده  در ۲۰ فوریه ۲۰۰۹ توسط Wayback Machine by Sam Harris (author)
- The Rejection of Pascal's Wager (2010) by Paul Tobin
- Pascal's Wager: The Atheist's Wager